# ヘンリー・バーンウォール (第4代バーンウォール子爵)
第4代バーンウォール子爵ヘンリー・ベネディクト・バーンウォール（英語: Henry Benedict Barnewall, 4th Viscount Barnewall、1708年2月1日 – 1774年3月11日）は、アイルランド貴族。

## 生涯
第3代バーンウォール子爵ニコラス・バーンウォールとメアリー・ハミルトン（Mary Hamilton、1736年2月15日没、ジョージ・ハミルトンの娘）の息子として、1708年2月1日に生まれた。
1725年6月14日に父が死去すると、バーンウォール子爵の爵位を継承した。
1733年から1735年までフリーメイソンの一員としてアイルランド・グランドロッジのグランドマスターを務めた。
1740年3月31日、アイルランド貴族院議員への就任に必要な忠誠の誓いに応じたが、カトリックだったため就任を拒否された。
1774年3月11日に死去、弟ジョージの息子ジョージが爵位を継承した。

## 家族
1735年5月22日、ホノラ・デイリー（Honora Daly、1784年没、ピーター・デイリーの娘）と結婚した。